# 2024年5月中国大陆

## 5月15日
- 都江堰M-TR旅游客运专线开通[1]。

## 5月26日
- 广佛环线南环段及佛莞城际铁路开通[2]。